# Paulo Castro
Paulo Castro (Palmira, Colombia, 1974) Es un artista visual  reconocido por sus Tensopinturas, obras de Carácter abstracto con las cuales expone la condición matérica del color a través de la tela como soporte. Actualmente reside  en Caracas, Venezuela.

## Biografía
Paulo Castro nació en Palmira, ciudad ubicada hacia el sureste Colombiano en 1974. A los 12 años su familia decide trasladarse a Caracas, capital venezolana que le proveerá su formación inicial  y ulterior desarrollo como artista. Antes de su llegada a Venezuela en 1986 y aún siendo un niño, ya mostraba interés por el dibujo, esto en parte gracias a la influencia que en él ejerció su tío materno, Armando Campo quien era un pintor aficionado. 
En Caracas, recibe clases particulares de dibujo y pintura por parte de la profesora Aura Estela Hernández. Esto sentó las bases de su interés por el arte académico el cual cultivo en sus primeros años de formación. 
Hacia 1989 decide entrar en la Escuela de Artes Visuales Cristóbal Rojas, lugar donde por primera vez tiene contacto con el arte moderno. A partir de ahí su visión del arte cambió por completo gracias La influencia que en él ejerció el profesor y artista Gabriel Marcos, quien  le enseñó los movimientos vinculados al arte abstracto.
En 1993 culmina sus estudios de arte obteniendo la mención en Arte Puro. Dos años después, a fin de completar su educación superior decide estudiar Antropología en la Universidad Central de Venezuela (UCV). Etapa que dará como resultado su primera serie de obras llamada Arqueología Pictórica.

## Obra
Paulo Castro elabora obras de carácter geométrico y abstracto, donde entrecruza bandas o filamentos sobre soportes monocromáticos para generar “una intrincada red, una multiplicidad de ámbitos ocultos que se asoman brevemente entre los segmentos de la materia, anunciando un universo de nuevas formas que podemos imaginar detrás de lo visible, pero que es sólo un atisbo, un pequeño enlace con una realidad otra que se muestra como necesidad de presencia en la mente del artista pero que permanece oculta a la mirada del espectador”.
En la obra de este artista destacan especialmente las “tensopinturas”, que expuso por primera vez en 2008. La curadora e investigadora Susana Benko explica que por “tensopinturas” nos referimos a “composiciones creadas a partir de las tensiones –o líneas superpuestas– que presentan una ambigüedad visual: una volumetría que simula ‘masas en tensión’, que a la vez mantienen una condición pictórica bidimensional”. Los colores de estas piezas armonizan y contrastan los unos con los otros y con la pared de la sala para producir un efecto de “caja de resonancia de color”, otra forma de tensión estética. 

## Exhibiciones[5]

### Individuales
- "Tensiones", Sala TAC, Caracas, Venezuela (2008)
- "Paulo Castro, obra reciente", Galería El Museo, Bogotá, Colombia (2009)
- "Paulo Castro, obra reciente", Galería La Cuadra, Caracas, Venezuela (2010)
- "Tensopinturas", Galería El Museo, Bogotá, Colombia (2012)
- "Monocromías", en Galería GBGArts, Caracas, Venezuela (2014)
- "Tensión primaria", en Imago, Art In Action, Coral Gables, Florida (2017)

### Colectivas
- FIA Caracas (2002, 2010-2012)
- Salón Nacional Arturo Michelena, Valencia, Venezuela (2003, 2004)
- ARTBO (2006, 2009)
- Art Shanghai (2012)
- Korean International Art Fair KIAF (2012)
- “El lenguaje del color”, en Espacio Monitor, Centro de Arte Los Galpones, Caracas, Venezuela (2018)

## Reconocimientos
- XXXIII Premio Municipal de Artes Visuales «Salón Juan Lovera» (2004)
- Premio Primer Salón Dycvensa por Mejor Técnica, Mención Pintura, Caracas, Venezuela (2004)
- Premios Museum of Latin American Art «Molaa», California, Estados Unidos (2008)